# Городнянський район
Городня́нський райо́н — колишній район розташований на півночі Чернігівської області з центром у місті Городня.

## Географія
Межує з Климовським районом Брянської області Російської федерації, Добруським районом Гомельської області Республіки Білорусь, Ріпкинським, Чернігівським, Менським, Сновським районами Чернігівської області. 
Площа району — 1571,2 тис. км². Населення становить 36,3 тис. чол. Район складається з 79 населених пунктів.
Із корисних копалин в районі є глина, пісок, торф. Розробляються родовища глини та торфу. Для будівництва використовуються поклади піску. Торф добувається у декількох місцях району, промисловим способом добувається біля с. Дроздовиця.
По території району протікають річка Снов та її притоки: Смячка і Крюкова. Ґрунти дерново-підзолисті, суглинисті з піщаним прошарком.

### Природно-заповідний фонд

#### Ботанічні заказники
Вешки, Кримок, Кусіївська Дача, Мальча, Миклашевщина, Невклянська Дача-І, Невклянська Дача-ІІ, Тупичівська Дача-І, Тупичівська Дача-ІІ.

#### Гідрологічні заказники
Опанасове, Дігтярі-Вирвин, Жайворонок, Крюкова, Макишинський, Мох, Панська Лоза, Петрушин, Стропове, Тарасове, Торфовище, Широкий Лог.

#### Ландшафтні заказники
Черемошне.

#### Ботанічні пам'ятки природи
Дуб Невклянський, Дуб Невклянський (с. Невкля), Сквер Городнянський, Сосни Невклянські.

#### Заповідні урочища
Гніздищанська Дача.

### Парки-пам'ятки садово-паркового мистецтва
Ваганицький, Городнянський, Дружби народів, Тупичівський.

## Флора і фауна
Городнянщина лежить у межах Поліської низовини, в зоні мішаних лісів, де переважає сосна, дуб, береза, осика, вільха, липа, які займають площу 45,2 тис.га.
Городнянщина багата своїм тваринним і рослинним світом, на її території розташовано вісім природоохоронних зон і мисливські угіддя площею 30 тис.га. Серед місцевих популярне місце Рангов, яке використовується як грибне угіддя. 

## Історія
Територія району була заселена в часи неоліту — близько 100 тисяч років тому. Про це свідчать літописи часів Київської Русі, а також розкопки в селах Мощенка та Рубіж.
Адміністративним центром району є місто Городня. Першу писемну згадку про Городню знаходимо в 1552 році. З 1635 року містечко стало центром Городнянської округи, з 1705 року — центром Городнянської сотні, з 1782 року — центром Городнянського повіту, а з 1923 — центром Городнянського району. В сучасних межах район існує з 1965 року.
Повертаючись в 1709 році з Полтави до Санкт-Петербургу, в Городні зупинився Петро I і, за переказами, які не мають історичного підгрунття, подарував містечку три чавунні гармати, які в 1888 році були встановлені на п'єдесталі. Насправді московський цар у Городні не був і гармат не дарував. Гармати збереглися до наших днів, і є історичним символом міста.
У 1959 р. до Городнянського району приєднано частини ліквідованих Добрянського і Тупичівського районів.
5 лютого 1965 року Указом Президії Верховної Ради Української РСР передано сільради: Бутівську та Конотопську Щорського району до складу Городнянського району, а Великовіську Городнянського району — до складу Ріпкинського району.

## Економіка
Економіка району має чітко окреслений аграрний напрямок. На 120 тис.га сільськогосподарських угідь господарюють 35 підприємств, які спеціалізуються на вирощуванні картоплі, льону, м'ясо-молочному тваринництві.
Переробка продукції сільського господарства здійснюється на льонозаводі, маслозаводі, заводі продовольчих товарів, комбікормовому заводі. Ведеться видобуток торфу. Продукція держлісгоспу експортується в Німеччину, Словаччину, Австрію, Італію, Польщу.

## Транспорт
Район перетинає автотраса Н28 (Чернігів — Сеньківка), поблизу Монументу Дружби розгалужується в напрямках Гомеля і Брянська, проходить відрізок Південно-Західної залізниці Бахмач — Гомель. Діє прикордонний митний пост «Сеньківка», що з'єднує кордони 3-х держав.

## Населення
Розподіл населення за віком та статтю (2001)
| Стать | Всього | До 15 років | 15-24 | 25-44 | 45-64 | 65-85 | Понад 85 |
| --- | ------ | ----------- | ----- | ----- | ----- | ----- | -------- |
| Чоловіки | 16 421 | 3200        | 1999  | 4668  | 4007  | 2467  | 80       |
| Жінки | 19 928 | 2957        | 1843  | 4636  | 4753  | 5227  | 512      |
| \| Статево-вікова піраміда \| Статево-вікова піраміда \| Статево-вікова піраміда \| \| ----------------------- \| ----------------------- \| ----------------------- \| \| Чоловіки \| Вік \| Жінки \| \| 80 \| 85 + \| 512 \| \| 169 \| 80-84 \| 627 \| \| 537 \| 75-79 \| 1509 \| \| 947 \| 70-74 \| 1750 \| \| 814 \| 65-69 \| 1341 \| \| 1162 \| 60-64 \| 1746 \| \| 596 \| 55-59 \| 732 \| \| 957 \| 50-54 \| 1073 \| \| 1292 \| 45-49 \| 1202 \| \| 1440 \| 40-44 \| 1399 \| \| 1268 \| 35-39 \| 1224 \| \| 1021 \| 30-34 \| 1077 \| \| 939 \| 25-29 \| 936 \| \| 928 \| 20-24 \| 873 \| \| 1071 \| 15-20 \| 970 \| \| 1455 \| 10-14 \| 1346 \| \| 1018 \| 5-9 \| 950 \| \| 727 \| 0-4 \| 661 \| |        |             |       |       |       |       |          |
| Статево-вікова піраміда |        |             |       |       |       |       |          |
| Чоловіки | Вік    | Жінки       |       |       |       |       |          |
| 80 | 85 +   | 512         |       |       |       |       |          |
| 169 | 80-84  | 627         |       |       |       |       |          |
| 537 | 75-79  | 1509        |       |       |       |       |          |
| 947 | 70-74  | 1750        |       |       |       |       |          |
| 814 | 65-69  | 1341        |       |       |       |       |          |
| 1162 | 60-64  | 1746        |       |       |       |       |          |
| 596 | 55-59  | 732         |       |       |       |       |          |
| 957 | 50-54  | 1073        |       |       |       |       |          |
| 1292 | 45-49  | 1202        |       |       |       |       |          |
| 1440 | 40-44  | 1399        |       |       |       |       |          |
| 1268 | 35-39  | 1224        |       |       |       |       |          |
| 1021 | 30-34  | 1077        |       |       |       |       |          |
| 939 | 25-29  | 936         |       |       |       |       |          |
| 928 | 20-24  | 873         |       |       |       |       |          |
| 1071 | 15-20  | 970         |       |       |       |       |          |
| 1455 | 10-14  | 1346        |       |       |       |       |          |
| 1018 | 5-9    | 950         |       |       |       |       |          |
| 727 | 0-4    | 661         |       |       |       |       |          |

Національний склад населення за даними перепису 2001 року:
| Національність | Кількість осіб | Відсоток |
| -------------- | -------------- | -------- |
| українці       | 34773          | 95,66 %  |
| росіяни        | 1054           | 2,90 %   |
| білоруси       | 338            | 0,93 %   |
| цигани         | 43             | 0,12 %   |
| молдовани      | 22             | 0,06 %   |
| інші           | 119            | 0,33 %   |

Мовний склад населення за даними перепису 2001 року:
| Мова       | Кількість осіб | Відсоток |
| ---------- | -------------- | -------- |
| українська | 33609          | 92,46 %  |
| російська  | 2540           | 6,99 %   |
| білоруська | 163            | 0,45 %   |
| інші       | 37             | 0,10 %   |

### Населені пункти зняті з обліку
- Зоряне
- Лозове
- Ломоносове
- Марочкине

## Політика
25 травня 2014 року відбулися Президентські вибори України. У межах Городнянського району були створені 44 виборчі дільниці. Явка на виборах складала — 60,40% (проголосували 14 637 із 23 234 виборців). Найбільшу кількість голосів отримав Петро Порошенко — 38,96% (5 702 виборців); Юлія Тимошенко — 23,51% (3 441 виборців), Олег Ляшко — 16,42% (2 403 виборців), Сергій Тігіпко — 5,86% (858 виборців), Анатолій Гриценко — 4,22% (618 виборців). Решта кандидатів набрали меншу кількість голосів. Кількість недійсних або зіпсованих бюлетенів — 1,20%.

## Пам'ятки культури
Історія Городнянщини знайшла свій відгук у численних пам'ятках. Поблизу с. Автуничі виявлене і повністю досліджене поселення періоду Київської Русі (Х-ХІІ ст.). Оригінальністю задуму та конструктивного рішення, що не мають аналогів на Лівобережній Україні, відзначається Михайлівська церква у с. Великий Листвен (1742).
У м. Городня зберігся будинок, де народився один з основоположників вітчизняної хірургії Микола Волкович. Пам'яткою садово-паркового мистецтва є парк у с. Тупичеві.
На стику кордонів трьох держав, поблизу с. Сеньківка, над тихоплинною Жеведою, у 1975 р. було встановлено монумент Дружби. Тут, на просторому Слов'янському полі, до окупації та анексії Криму Росією відбувалися міжнародні свята, фестивалі.

## Видатні особистості
Десять останніх років у Городні прожив і похований лікар, етнограф, письменник Степан Ніс. Також тут навчався український письменник і громадський діяч Василь Чумак. 
Уродженцями району є: 
- вчений-кібернетик, академік Олександр Кухтенко;
- художник, лауреат Національної премії України ім. Т. Шевченка Олександр Лопухов;
- поет Абрам Кацнельсон;
- відомий політичний діяч, правозахисник, один із засновників Української Гельсінської групи, перший голова Української Гельсінської спілки Левко Лук'яненко;
- Андрос Іван Назарович - педагог, військовий льотчик, учасник Другої світової війни, батько українського філософа Андроса Євгенія Івановича, дідусь українського політолога Андроса Олега Євгенійовича та психолога Андроса Мирослава Євгенійовича;
- революціонерка-народниця М. Вєтрова;
- білоруський архітектор Валентин Ліхапол.

Трьом городнянцям: Олексію Жижкуну, Борису Калачу, Йосипу Юфи — присвоєно звання Героя Радянського Союзу.